# Cratere Stowe
Stowe  è un cratere sulla superficie di Venere. Deve il proprio nome ad Harriet Beecher Stowe, scrittrice statunitense del XIX secolo.